# Thomas Kadner Graziano
Thomas Kadner Graziano (* 1961) ist Rechtswissenschaftler und Professor an der Universität Genf und Direktor der dortigen Abteilung für Internationales Privatrecht sowie Direktor des Certificate in Transnational Law (CTL) Programms der Universität Genf.

## Biographie
Thomas Kadner Graziano studierte Rechtswissenschaft an der Johann Wolfgang Goethe-Universität Frankfurt und der Universität Genf sowie Rechtsvergleichung und Sprachen in Salamanca, Straßburg, London und Trient. Er wurde 1994 an der Johann Wolfgang Goethe-Universität Frankfurt mit der Dissertation Der Ersatz ökologischer Schäden – Ansprüche von Umweltverbänden zum Dr. iur. promoviert. Im selben Jahr erlangte er an der Harvard Law School den Master of Laws. 2001 wurde er an der Humboldt-Universität Berlin mit der Habilitationsschrift Gemeineuropäisches Internationales Privatrecht – Harmonisierung des IPR durch Wissenschaft und Lehre (am Beispiel der ausservertraglichen Haftung für Schäden) habilitiert.
Seit 2001 ist er Professor an der Universität Genf und Direktor des Certificate in Transnational Law (CTL) Programms. Er hatte Gastprofessuren an verschiedenen europäischen und internationalen Universitäten inne und ist seit 2015 regelmäßiger Gastprofessor an der KU Leuven.
Er war Mitglied der Schweizer Delegation bei der Haager Konferenz für Internationales Privatrecht (HCCH) und wirkte dort in der Arbeitsgruppe für internationale Verträge mit. 2019 war er Gründungsmitglied der European Association of Private International Law (EAPIL). Als Experte für Internationales Privatrecht und Rechtsvergleichung war er für das Europäische Parlament, ausländische Regierungen sowie für die Entschädigungskommission des Sicherheitsrates der Vereinten Nationen tätig.
Seine Forschungsschwerpunkte liegen im rechtsvergleichenden Vertrags- und Deliktsrecht sowie im schweizerischen, europäischen und rechtsvergleichenden Internationalen Privatrecht und Internationalen Zivilverfahrensrecht. Er spricht Deutsch, Englisch, Französisch, Italienisch und Spanisch und publiziert auf Deutsch, Englisch und Französisch.

## Publikationen (Auswahl)
- Comparative Contract Law – Exercises in Comparative Methodology. 3. Auflage. Edward Elgar Publishing, Cheltenham 2023, ISBN 978-1-80037-368-6.
- Comparative Tort Law – Cases, Materials and Exercises. Routledge, Abingdon, Oxon 2018, ISBN 978-1-138-56773-3.
- Das auf außervertragliche Schuldverhältnisse anwendbare Recht nach Inkrafttreten der Rom II-Verordnung, in: Rabels Zeitschrift für ausländisches und internationales Privatrecht (RabelsZ) 2009, S. 1–77.
- Europäisches Internationales Deliktsrecht – Ein Lehr- und Studienbuch. Mohr Siebeck, Tübingen 2003, ISBN 978-3-16-148023-2.
- Gemeineuropäisches Internationales Privatrecht – Harmonisierung des IPR durch Wissenschaft und Lehre (am Beispiel der ausservertraglichen Haftung für Schäden).  Mohr Siebeck, Tübingen 2002, ISBN 978-3-16-160326-6. (Habilitationsschrift)
- Der Ersatz ökologischer Schäden – Ansprüche von Umweltverbänden. Duncker & Humblot, Berlin 1995, ISBN 978-3-428-08233-9. (Dissertation)